# Kamienica przy ulicy Henryka Siemiradzkiego 3 w Krakowie
Kamienica przy ulicy Henryka Siemiradzkiego 3 – zabytkowa kamienica znajdująca się w Krakowie, w dzielnicy I, na Piasku.

## Historia
Kamienica wzniesiona została w 1908 roku, według projektu architekta Władysława Kleinbergera.
Kamienica znajduje się w gminnej ewidencji zabytków. Znajduje się na obszarze Piasku, którego układ urbanistyczny został wpisany 15 października 2015 do rejestru zabytków.